# Haptogenys bipunctata
Haptogenys bipunctata és una espècie de peix de la família dels blènnids i de l'ordre dels perciformes.

## Reproducció
És ovípar.

## Hàbitat
És un peix marí de clima tropical.

## Distribució geogràfica
Es troba a l'Índic i l'oest del Pacífic.